# Мартін Лауер
Карл Мартін Лауер (нім. Karl Martin Lauer, нар. 2 січня 1937 — пом. 6 жовтня 2019) — німецький легкоатлет, який спеціалізувався в бігу на короткі дистанції.

## Досягнення
Олімпійський чемпіон-1960 в естафеті 4×100 метрів.
Двічі був четвертим на Олімпіадах у бігу на 110 метрів з бар'єрами (1956, 1960).
П'яте місце у десятиборстві на Олімпіаді-1956.
Чемпіон Європи-1958 з бігу на 110 метрів з бар'єрами.
Ексрекордсмен світу та Європи з бігу на 110 та 200 метрів з бар'єрами, а також в естафеті 4×100 метрів.
По завершенні спортивної кар'єри був співаком у стилі кантрі, записав більше 40 хітів. Загальний наклад його записів перевищував 2 мільйони копій.
На Іграх-1964 працював журналістом. На Олімпіаді-1972 представляв компанію «Junghans», постачальника хронометричного обладнання на змаганнях Ігор.
Помер, маючи 82 роки.

## Основні міжнародні виступи
| Рік  | Змагання         | Місто         | Місце | Дисципліна | Примітки         |
| ---- | ---------------- | ------------- | ----- | ---------- | ---------------- |
| 1956 | Олімпійські ігри | Мельбурн      | 4     | 110 м з/б  | Відео на YouTube |
| 1956 | 5                | десятиборство |       |            |                  |
| 1958 | Чемпіонат Європи | Стокгольм     | 1     | 110 м з/б  |                  |
| 1960 | Олімпійські ігри | Рим           | 4     | 110 м з/б  | Відео на YouTube |
| 1960 | 1                | 4×100 м       |       |            |                  |

## Визнання
- Спортсмен року ФРН (1959)
- Кращий легкоатлет світу за версією журнала «Track & Field News» (1959)
- Член Зали слави німецького спорту (2011)[2]